# Stübenwasen
De Stübenwasen is een berg in de deelstaat Baden-Württemberg, Duitsland. De berg heeft een hoogte van 1.386 meter en is gelegen in het Zwarte Woud.